# Dürener Verkehrsgemeinschaft
Die Dürener Verkehrsgemeinschaft (DVG) war ein Tarifverbund zwischen Dürener Kreisbahn (DKB) und der Kraftpost Düren. Er bestand von 1972 bis 1978 und ist am 1. Januar 1979 im Aachener Verkehrsverbund (AVV) aufgegangen.

## Geschichte
Nach dem Zweiten Weltkrieg gab es im Dürener Verkehrsgebiet, gemeint ist hier im Wesentlichen der öffentliche Nahverkehr im Bereich des alten Kreises Düren, vier verschiedene Verkehrsunternehmen, die Konzessionen für Bahn- beziehungsweise Buslinien hatten:
- Deutsche Bundesbahn (Bahnbus)
- Deutsche Bundespost (Kraftpost)
- Dürener Kreisbahn (DKB)
- Dürener Eisenbahn (DEAG)

Alle Unternehmen hatten jeweils ihre eigenen Tarife, so dass der Fahrgast beim Umsteigen einen neuen Fahrschein lösen musste, wenn die anschließende Linie einen anderen Betreiber hatte. Bei parallel verlaufenden Linien unterschiedlicher Betreiber gab es sogenannte Bedienungsverbote, das heißt ein Ein- beziehungsweise Ausstieg war auf solchen Linien teilweise verboten. Dies galt innerhalb des Dürener Stadtgebietes für sämtliche Bahnbus- und Kraftpostlinien, wenn DKB oder DEAG die entsprechende Konzession für eine parallel führende Linie hatten. So durfte in diesem Fall bei den Überlandlinien stadteinwärts an den innerstädtischen Haltestellen nur aus-, aber nicht eingestiegen werden. Bei stadtauswärts fahrenden Bussen durfte im Stadtgebiet Düren nur ein-, aber nicht ausgestiegen werden.
Eine erste Zusammenarbeit gab es zwischen DKB und Kraftpost mindestens seit 1957. Nachdem die DKB ihre Eisenbahnstrecke von Zülpich-Stadt nach Embken stillgelegt hatte, wurde die sie ersetzende Buslinie 18 im Gemeinschaftsverkehr mit der Kraftpost betrieben.
Kurz nachdem die DEAG den Schienenverkehr auf ihrer Strecke von Düren nach Inden weitgehend eingestellt hatte, wurde ab dem 3. November 1963 ein Gemeinschaftsverkehr mit der DKB aufgenommen. Neben einer Tarifgemeinschaft beider Unternehmen brachte dieser Schritt für den Fahrgast zwei Vorteile: zum einen konnten die bisher am Dürener Bahnhof endenden DEAG-Linien von Birkesdorf in die Innenstadt zum Kaiserplatz verlängert werden, zum anderen gab es bei der parallel verlaufenden DKB-Linie über Birkesdorf nach Arnoldsweiler kein Bedienungsverbot mehr. Schließlich wurden zum 1. Januar 1969 Busse und Konzessionen von der DKB an die DEAG verkauft, womit dieser Gemeinschaftsverkehr endete.
Anfang Juni 1970 wurden mit der Oberpostdirektion Köln Gespräche aufgenommen, um Tarife zu vereinheitlichen und die Fahrpläne besser abzustimmen. Die Dürener Verkehrsgemeinschaft (DVG) wurde daraufhin 1972 als Tarif- und Verkehrsgemeinschaft zwischen Dürener Kreisbahn und der Deutschen Bundespost, Kraftpoststelle Düren, gegründet. Erstmals umfasste diese Kooperation nahezu das komplette Dürener Verkehrsgebiet, wobei die Bahnbuslinien weiterhin ausgeklammert blieben. Die folgende Tabelle zeigt das Gesamtnetz der DVG-Linien im Jahr 1978.
| Linie | Betreiber     | Linienweg | Kursbuchnummer |
| ----- | ------------- | --- | -------------- |
| 1     | DKB           | Düren Bahnhof – Kaiserplatz – Kreuzau – Winden – Obermaubach                                                         | -              |
| 2     | DKB           | Düren Kaiserplatz – Rölsdorf – Lendersdorf – Berzbuir – Kufferath                                                    | -              |
| 3     | DKB           | Düren Allkauf – Bahnhof – Kaiserplatz – Rölsdorf – Gürzenich – Gürzenich Wald                                        | -              |
| 4     | DKB           | Düren Kaiserplatz – Clodwigplatz – Zülpicher Platz – Fordwerke                                                       | -              |
| 5     | DKB           | Düren Kaiserplatz – Grüngürtel                                                                                       | -              |
| 6     | DKB           | Düren Kaiserplatz – Bahnhof – Lindenbaum / Birkesdorf                                                                | -              |
| 7     | DKB           | Düren Kaiserplatz – Merzenich                                                                                        | -              |
| 8     | DKB           | Düren Kaiserplatz – Merzenich – Nörvenich – Zülpich                                                                  | -              |
| 9     | DKB           | Düren Kaiserplatz – Bahnhof – Birkesdorf – Arnoldsweiler – Morschenich – Buir / Merzenich                            | -              |
| 11    | DKB           | Düren Bahnhof – Kaiserplatz – Kreuzau – Drove – Berg                                                                 | -              |
| 12    | DKB           | Nörvenich Bahnhof – Pingsheim – Lechenich                                                                            | -              |
| 13    | DKB           | Düren Kaiserplatz – Gürzenich – Schevenhütte                                                                         | -              |
| 14    | DKB           | Düren Kaiserplatz – Oststraße – Zülpicher Platz                                                                      | -              |
| 15    | DKB           | Nörvenich Bahnhof – Fliegerhorst                                                                                     | -              |
| 16    | DKB           | Düren Kaiserplatz – Bahnhof – Birkesdorf – Hoven – Merken – Pier – Inden / Schophoven                                | -              |
| 18    | DKB/Kraftpost | Zülpich – Füssenich – Embken                                                                                         | 4435           |
| 21    | DKB           | Düren Bahnhof – Kaiserplatz – Kreuzau – Winden – Nideggen                                                            | -              |
| 24    | DKB           | Düren Kaiserplatz – Gneisenaustraße                                                                                  | -              |
| 26    | DKB           | Pier – Inden – Lamersdorf – Lucherberg – Pier                                                                        | -              |
| 30    | Kraftpost     | Düren Gutenbergstraße – Kelz – Gladbach – Poll – Pingsheim                                                           | 4430           |
| 31    | Kraftpost     | Düren Gutenbergstraße – Stockheim – Soller – Wollersheim – Heimbach / Schwammenauel / Hergarten – Gemünd – Schleiden | 4431           |
| 32    | Kraftpost     | Schwammenauel – Heimbach – Kloster Mariawald                                                                         | 4432           |
| 33    | Kraftpost     | Zülpich – Bürvenich – Wollersheim – Nideggen                                                                         | 4433           |
| 34    | Kraftpost     | Düren Gutenbergstraße – Zehnthofstraße – Gey (– Horm) – Obermaubach / Kleinhau – Nideggen / Hürtgen – Vossenack      | 4434           |
| 36    | Kraftpost     | Düren Gutenbergstraße – Zehnthofstraße – Kreuzau – Drove – Nideggen (– Heimbach) – Schmidt (– Monschau)              | 4436           |
| 37    | Kraftpost     | Düren Gutenbergstraße – Mariaweiler – Echtz – Schlich / Langerwehe                                                   | 4437           |
| 38    | Kraftpost     | Düren Gutenbergstraße – Arnoldsweiler – Niederzier – Jülich / Titz                                                   | 4438           |
| 39    | Kraftpost     | Bergheim – Widdendorf – Manheim – Buir – Golzheim – Düren Gutenbergstraße                                            | 4439           |

Trotz der Zusammenarbeit zwischen DKB und Kraftpost fuhren nicht alle Busse der von Düren ausgehenden Linien von einem zentralen Omnibusbahnhof (ZOB) ab. Die DKB-Linien bedienten alle den Kaiserplatz als zentrale Haltestelle, einige berührten den Dürener Bahnhof mit einer Haltestelle in der Josef-Schregel-Straße. Die am Bahnhof endenden Linien der DKB (Linien 1/11/21) hielten am Haupteingang des Bahnhofs (Auffahrt), wo auch die Bahnbusse abfuhren. Die Kraftpost hatte ihren Busbahnhof an der damaligen Gutenbergstraße, wo sich die Kraftpoststelle befand – heute steht in etwa an dieser Stelle das Haus der Stadt – und fuhren teilweise zusätzlich den Kaiserplatz (Zehnhofstraße – Linien 34 und 36) bzw. die Hauptpost (Linie 31) an. Sämtliche Dürener Kraftpostlinien bedienten zudem den Dürener Bahnhof an der Haltestelle in der Josef-Schregel-Straße. Der Kunde musste also genau wissen, von welchem Busbahnhof der Bus seiner Linie abfuhr. Daran hat sich auch nach Einrichtung des Dürener ZOB auf der Nordseite des Bahnhofs bis heute nichts Wesentliches geändert, da die meisten DKB-Linien weiterhin nur den Kaiserplatz, nicht jedoch den ZOB bedienen.
Das Ende der DVG kam am 31. Dezember 1978. Zum 1. Januar 1979 traten die in der DVG bereits kooperierenden Unternehmen DKB und Bundespost mit sämtlichen Linien der Verkehrsgemeinschaft dem Aachener Verkehrsverbund (AVV) bei. Da auch die Bussparte der Deutschen Bundesbahn beteiligt war, konnten erstmals alle Buslinien in Düren mit einem Fahrschein benutzt werden. Die Zeit der Bedienungsverbote war damit in Düren endgültig vorbei.

## Weblink
- 70 Jahre Dürener Kreisbahn